# Honest (Kodaline)
Honest is een nummer van de Ierse alternatieve rockband Kodaline uit 2015. Het is de eerste single van hun tweede studioalbum Coming Up for Air.
"Honest" leverde Kodaline met een 7e positie hun derde top 10-hit op in hun thuisland Ierland, na All I Want en Brand New Day. In het Nederlandse taalgebied was het nummer iets minder succesvol; met in Nederland een 11e positie in de Tipparade en in Vlaanderen een 6e positie in de Tipparade.